# Neuenhaus (Neunkirchen-Seelscheid)
Neuenhaus ist ein Ortsteil von Hochhausen in der Gemeinde Neunkirchen-Seelscheid im Rhein-Sieg-Kreis.

## Lage
Neuenhaus liegt nördlich von Hochhausen an der Kreuzung der Bundesstraße 56 mit der Straße von Birk nach Wahn. 

## Geschichte
1888 gab es sechs Bewohner in einem Haus, 1901 hatte Neuenhaus fünf Einwohner, die Familie Ackerer Peter Steimel.
Der Ort gehörte bis 1969 zur Gemeinde Neunkirchen.
Heute zeugt nur noch der Straßennamen der B 56 von der Siedlung.